# Daniel Geismayr
Daniel Geismayr (Dornbirn, 28 de agosto de 1989) es un deportista austríaco que compite en ciclismo en las modalidades de montaña (campo a través) y ruta y. Ganó dos medallas en el Campeonato Mundial de Ciclismo de Montaña en Maratón, en los años 2017 y 2018.

## Medallero internacional
| Campeonato Mundial | Campeonato Mundial | Campeonato Mundial | Campeonato Mundial |
| Año                | Lugar              | Medalla            | Competición        |
| ------------------ | ------------------ | ------------------ | ------------------ |
| 2017               | Singen (Alemania)  | Medalla de bronce  | Campo a través     |
| 2018               | Auronzo (Italia)   | Medalla de plata   | Campo a través     |